# Hoodia officinalis
Hoodia officinalis là một loài thực vật có hoa trong họ La bố ma. Loài này được (N.E. Br.) Plowes mô tả khoa học đầu tiên năm 1992.